# Ауэр, Франц
Франц Ауэр (нем. Franz Auer; 1918—1983) — австрийский шахматист.
Чемпион Австрии (1955 и 1957). В составе сборной Австрии участник 10-й Олимпиады в Хельсинки (1952).